# DFB-Pokal 1963/64
De DFB-Pokal 1963/64 was de 21e editie van de strijd om de Duitse voetbalbeker. Het toernooi begon op 7 april 1964 en de finale werd gespeeld op 13 juni 1964. Er deden 32 teams mee aan dit toernooi. In totaal werden er 34 wedstrijden gespeeld en 124 doelpunten gescoord (3,65 per wedstrijd). TSV 1860 München won de finale tegen Eintracht Frankfurt met 2-0. In de finale waren er 45.000 toeschouwers, de wedstrijd werd gefloten door Johannes Malka. De wedstrijd werd gespeeld in het Neckarstadion bij Stuttgart.

## 1e ronde
| 7 April 1964            |       |                          |              |
| Hamburger SV            | 1 – 1 | SpVgg Fürth              | (verlenging) |
| Meidericher SV          | 1 – 2 | Hertha BSC               | (verlenging) |
| VfL Wolfsburg           | 0 – 2 | Eintracht Frankfurt      |              |
| VfR Wormatia Worms      | 2 – 3 | KSV Hessen Kassel        |              |
| Stuttgarter Kickers     | 0 – 3 | Phönix Ludwigshafen      |              |
| SV Werder Bremen        | 0 – 2 | FC Schalke 04            |              |
| 1. FC Köln              | 3 – 2 | 1. FC Nürnberg           | (verlenging) |
| Eintracht Trier         | 1 – 1 | Hannover 96              | (verlenging) |
| Altonaer FC 93          | 2 – 1 | Borussia Mönchengladbach |              |
| Eintracht Gelsenkirchen | 0 – 2 | Duisburger SV            |              |
| Preußen Münster         | 1 – 3 | Karlsruher SC            |              |
| 1. FC Saarbrücken       | 6 – 1 | Tennis Borussia Berlin   |              |
| Eintracht Braunschweig  | 3 – 0 | VfL Osnabrück            |              |
| TSV 1860 München        | 2 – 0 | Borussia Dortmund        |              |
| 1. FC Kaiserslautern    | 2 – 0 | Wuppertaler SV Borussia  |              |
| VfB Stuttgart           | 2 – 2 | SSV Reutlingen           | (verlenging) |

## Terugwedstrijden
| 15 April 1964  |       |                 |              |
| SpVgg Fürth    | 2 – 1 | Hamburger SV    | (verlenging) |
| Hannover 96    | 4 – 0 | Eintracht Trier |              |
| SSV Reutlingen | 0 – 4 | VfB Stuttgart   |              |

## 8ste finale
| 22 April 1964       |       |                        |              |
| Eintracht Frankfurt | 6 – 1 | KSV Hessen Kassel      |              |
| Phönix Ludwigshafen | 1 – 2 | FC Schalke 04          |              |
| Hertha BSC          | 4 – 3 | SpVgg Fürth            |              |
| 1. FC Köln          | 3 – 0 | Hannover 96            | (Verlenging) |
| Altonaer FC 93      | 2 – 1 | Duisburger SV          |              |
| 1. FC Saarbrücken   | 2 – 1 | Eintracht Braunschweig | (Verlenging) |
| TSV 1860 München    | 4 – 2 | 1. FC Kaiserslautern   |              |
| 2 Mei 1964          |       |                        |              |
| Karlsruher SC       | 2 – 1 | VfB Stuttgart          |              |

## Kwart finale
| 20 Mei 1964         |       |                  |
| Eintracht Frankfurt | 2 – 1 | FC Schalke 04    |
| Hertha BSC          | 4 – 2 | 1. FC Köln       |
| Altonaer FC 93      | 2 – 1 | Karlsruher SC    |
| 1. FC Saarbrücken   | 1 – 3 | TSV 1860 München |

## Halve finale
| 3 Juni 1964          |       |                  |
| Altonaer FC von 1893 | 1 – 4 | TSV 1860 München |
| Eintracht Frankfurt  | 3 – 1 | Hertha BSC       |

## Finale
| 3 Juni 1964         |       |                  |
| Eintracht Frankfurt | 0 – 2 | TSV 1860 München |

Tschammerpokal:
1935 · 
1936 · 
1937 · 
1938 · 
1939 ·
1940 · 
1941 · 
1942 · 
1943 

DFB-Pokal:
1952/53 · 
1953/54 · 
1954/55 · 
1955/56 · 
1956/57 · 
1957/58 · 
1958/59 · 
1959/60 · 
1960/61 · 
1961/62 · 
1962/63 · 
1963/64 · 
1964/65 · 
1965/66 · 
1966/67 · 
1967/68 · 
1968/69 · 
1969/70 · 
1970/71 · 
1971/72 · 
1972/73 · 
1973/74 · 
1974/75 · 
1975/76 · 
1976/77 · 
1977/78 · 
1978/79 · 
1979/80 · 
1980/81 · 
1981/82 · 
1982/83 · 
1983/84 · 
1984/85 · 
1985/86 · 
1986/87 · 
1987/88 · 
1988/89 · 
1989/90 · 
1990/91 · 
1991/92 · 
1992/93 ·
1993/94 · 
1994/95 · 
1995/96 · 
1996/97 · 
1997/98 · 
1998/99 · 
1999/00 · 
2000/01 · 
2001/02 ·
2002/03 · 
2003/04 ·
2004/05 · 
2005/06 ·
2006/07 · 
2007/08 ·
2008/09 ·
2009/10 · 
2010/11 ·
2011/12 ·
2012/13 ·
2013/14 ·
2014/15 ·
2015/16 ·
2016/17 ·
2017/18 ·
2018/19 ·
2019/20 ·
2020/21 .
2021/22 ·
2022/23 ·
2023/24 .
2024/25